# Dave Grusin
David „Dave“ Grusin (* 26. Juni 1934 in Littleton, Colorado) ist ein US-amerikanischer Filmkomponist, Jazzpianist, Arrangeur, Musikproduzent und Bandleader. Im Laufe seiner seit den frühen 1960er Jahren andauernden Karriere erhielt er zehn Grammys und einen Oscar.

## Leben und Wirken
Grusin studierte an der University of Colorado und spielte dort mit Terry Gibbs, Art Pepper, Anita O’Day und Johnny Smith. 1959 ging er nach New York  und wurde Begleiter und Arrangeur für Andy Williams. Grusin betreute 1966 als musikalischer Leiter und Arrangeur u. a. auch für 2 Jahre die Caterina-Valente-Show und lebte zu dieser Zeit in Amsterdam. Bereits 1960 war er auf Platten von Benny Goodman zu hören und ließ sich 1962 in Los Angeles nieder. Hier spielte und arrangierte er unter anderem für Sarah Vaughan, Quincy Jones und Carmen McRae. Mitte der 1970er spielte er Keyboard mit Gerry Mulligan und Lee Ritenour. Zusammen mit Larry Rosen produzierte er zu dieser Zeit Alben Musikern wie mit Earl Klugh oder Patti Austin für Label wie Blue Note Records oder CTI Records; 1982 gründete er mit Rosen das Label GRP Records (Grusin Rosen Productions), das sich zu einem wichtigen Label für zeitgenössischen Jazz und Fusion entwickelte und besonders im Smooth-Jazzbereich erfolgreich war. Grusin leitete auch die All-Star-Bigband des Labels. Während der 1980er und 1990er folgten weitere Aufnahmen von Fusion bis Pop, teilweise mit Symphonieorchester.
Grusin komponierte und produzierte auch Filmmusiken, für die er teilweise mit dem Oscar oder einem Grammy ausgezeichnet wurde: 1989 schrieb er den Soundtrack für Die fabelhaften Baker Boys, 1990 zu Havanna, 1999 zum Film Begegnung des Schicksals. Außerdem produzierte er den Soundtrack für Die Firma. Auch als Arrangeur wurde er mehrfach ausgezeichnet. Er erhielt ab 1968 insgesamt zehn Grammys, darunter 2003 für sein Instrumentalarrangement von Mean Old Man für James Taylor. Seine Filmmusik zum Drama Am goldenen See (1981) wurde vom American Film Institute unter die 25 besten amerikanischen Filmkompositionen aller Zeiten gewählt. Sein Schaffen umfasst mehr als 100 Filmproduktionen. Besondere Aufmerksamkeit erhielt seine langjährige Zusammenarbeit mit dem Regisseur Sydney Pollack, dem er Soundtracks zu elf Filmen komponierte. Darunter die Filmmusik zu Die drei Tage des Condor, die an die Blaxploitation-Soundtracks jener Jahre angelehnt war. Pollack über Grusin: „Seine Bandbreite ist erstaunlich. Er kann die symphonischste, akustischste, klassischste Filmmusik schreiben, die je gebraucht wurde, und beim nächsten Mal so hip, elektronisch und zeitgenössisch sein wie jede Gruppe da draußen. Ich glaube nicht, dass es irgendetwas gibt, was er nicht mit Film machen kann.“
Außer bei GRP veröffentlichte er auch bei Columbia, Sheffield Lab und PolyGram. Sein Bruder Don Grusin (* 1941) ist ebenfalls Jazz-Pianist und Komponist. Dave Grusin hat einen Sohn namens Stuart.

## Diskographie
- Winning (1969)
- Discovered Again! (1976, Sheffield Lab)
- Kenji Omura: Concierto de Aranjuez (1978) (Keyboard)
- One of a Kind (1978, GRP)
- Mountain Dance (1980, GRP)
- Dave Grusin an the GRP All-Stars live in Japan (1981, Arista)
- Out of the Shadows (1982, GRP)
- And the NY-LA Dream Band (1984, GRP)
- Night-Lines (1984, GRP)
- Harlequin (mit Lee Ritenour)(1985, GRP)
- Sticks and Stones (mit Don Grusin) (1988, GRP)
- Migration (1989)
- Cinemagic (1990)
- Collection (25. Oktober 1990)
- The Gershwin Connection (1991)
- Homage to Duke (1993)
- Dave Grusin Presents GRP All-Star Big Band: Live! (1993)
- The Orchestral Album (1994)
- Two for the Road: The Music of Henry Mancini (1997)
- Presents: West Side Story (1997)
- Priceless Jazz (1998)
- Two Worlds (2000)
- Now Playing: Movie Themes – Solo Piano (2004)
- Amparo (2009)

## Filmografie (Auswahl)
| - 1967: Scheidung auf amerikanisch (Divorce American Style) - 1967: Als das Licht ausging (Where Were You When the Lights Went Out?) - 1967: Die Reifeprüfung (The Graduate) - 1967: Wasserloch Nr. 3 (Waterhole No. 3) - 1968: Candy - 1968: Der Geist und Mrs. Muir (The Ghost & Mrs. Muir) - 1968: Das Herz ist ein einsamer Jäger (The Heart Is a Lonely Hunter) - 1968: Sein Name war Gannon (A Man Called Gannon) - 1968: Mord nach Rezept (Prescription: Murder) - 1969: Blutige Spur (Tell Them Willie Boy Is Here) - 1969: Fünf Finger geben eine Faust (The Pursuit of Happiness) - 1969: Indianapolis (Winning) - 1970: Shoot Out – Abrechnung in Gun Hill (Shoot Out) - 1971: Wo Gangster um die Ecke knallen (The Gang That Couldn’t Shoot Straight) - 1971: Auf leisen Sohlen kommt der Tod (Fuzz) - 1972: Der große Minnesota-Überfall (The Great Northfield Minnesota Raid) - 1973: Der Mitternachtsmann (The Midnight Man) - 1973: Die Freunde von Eddie Coyle (The Friends of Eddie Coyle) - 1974: Yakuza (The Yakuza) - 1975: Die drei Tage des Condor (Three Days of the Condor) - 1976: Eine Leiche zum Dessert (Murder by Death) - 1976: Der Strohmann (The Front) - 1977: Der Himmel soll warten (Heaven Can Wait) - 1977: Mister Billion (Mr. Billion) - 1977: Bobby Deerfield - 1977: Der Champion (Casey’s Shadow) - 1977: Der Untermieter (The Goodbye Girl) - 1978: Der elektrische Reiter (The Electric Horseman) - 1979: Der Champ (The Champ) | - 1979: … und Gerechtigkeit für alle (…And Justice for All) - 1981: Reds - 1981: Die Sensationsreporterin (Absence of Malice) - 1981: Am goldenen See (On Golden Pond) - 1982: Tootsie - 1982: Daddy! Daddy! Fünf Nervensägen und ein Vater (Author! Author!) - 1983: Der Pate von Greenwich Village (The Pope of Greenwich Village) - 1984: Der Liebe verfallen (Falling in Love) - 1984: Die Libelle (The Little Drummer Girl) - 1985: Die Goonies (The Goonies) - 1986: Lucas - 1987: Milagro – Der Krieg im Bohnenfeld (The Milagro Beanfield War) - 1987: Ishtar - 1988: Claras Geheimnis (Clara’s Heart) - 1988: Tequila Sunrise – Eine gefährliche Mischung (Tequila Sunrise) - 1989: Weiße Zeit der Dürre (A Dry White Season) - 1989: Die fabelhaften Baker Boys (The Fabulous Baker Boys) - 1989: Havanna (Havana) - 1990: Fegefeuer der Eitelkeiten (The Bonfire of the Vanities) - 1991: For the Boys – Tage des Ruhms, Tage der Liebe (For the Boys) - 1993: Die Firma (The Firm) - 1994: Mississippi – Fluß der Hoffnung (The Cure) - 1996: Nach eigenen Regeln (Mulholland Falls) - 1997: Selena – Ein amerikanischer Traum (Selena) - 1997: In der Abenddämmerung (In the Gloaming) - 1998: Eine zweite Chance (Hope Floats) - 1999: Begegnung des Schicksals (Random Hearts) - 2001: Dinner With Friends - 2006: Tödlicher Einsatz (Even Money) - 2008: Recount |

## Lexigraphische Einträge
- Ian Carr, Digby Fairweather, Brian Priestley: Rough Guide Jazz. Der ultimative Führer zur Jazzmusik. 1700 Künstler und Bands von den Anfängen bis heute. Metzler, Stuttgart/Weimar 1999, ISBN 3-476-01584-X.
- Wolf Kampmann (Hrsg.), unter Mitarbeit von Ekkehard Jost: Reclams Jazzlexikon. Reclam, Stuttgart 2003, ISBN 3-15-010528-5.
- Martin Kunzler: Jazz-Lexikon. Band 1: A–L (= rororo-Sachbuch. Bd. 16512). 2. Auflage. Rowohlt, Reinbek bei Hamburg 2004, ISBN 3-499-16512-0.